# 恒松あゆみ
恒松 あゆみ（つねまつ あゆみ、1981年9月26日 - ）は、日本の女性声優、ナレーター。兵庫県加古川市出身、81プロデュース所属。

## 来歴
学生時代は風紀委員長、生徒会副会長を務めていた。
当初は高校から大学に進学して、教師になろうと考えていた。高校3年生の時に友人の付き添いで行っていたオーディションがきっかけで声優を目指した。
代々木アニメーション学院大阪校卒業、81プロデュース付属養成所出身。
2012年9月26日の誕生日に婚姻届を提出したことを発表。
2016年11月には長男の出産を発表した。2021年4月には第2子妊娠を発表し、8月に出産予定であることを発表した。8月14日に第2子となる長女を出産した。

## 人物
東北新社系の仕事を多数こなす。主に外国ドラマ・ディズニーアニメなど、吹き替えを中心に活動している。また、展覧会などでの音声ガイドでは、しばしばナレーション・作品解説を務めている。東京アニメセンターの設立記者会見では山寺宏一と共に司会進行を務めた。
趣味は歌・ダンス・絵を描くことなど。自筆イラストがブログに掲載されることがある。
吹き替えでは主にジェンマ・チャンを担当している。

### 音楽活動
The Zig Zags（ザ・ジグザグズ）
ピアノ・加藤則子、ヴォーカル・恒松あゆみ、ベース・北尾ポッサム直樹、ドラム川村成史からなる4人組インディーズJazzバンド。これまでに2つのアルバム「LOVE SONG」「HOPE」をリリースし、現在、都内ジャズクラブを中心に、ライブハウス、イベントに出演し、精力的に活動を行っている。

## 出演
太字はメインキャラクター。

### テレビアニメ
2003年
- 冒険遊記プラスターワールド（2003年 - 2004年、少年2、ハニー族B、リリック族2、生徒B、プラスター1、友達B、友人C）
- とっとこハム太郎（2003年 - 2004年、ニキ2、チョコの飼い主） - 2シリーズ
- わがまま☆フェアリー ミルモでポン!（2003年 - 2004年、観客、女生徒、子供、バレエの先生、5組女子 他） - 3シリーズ
- まっすぐにいこう。（少年3）
- 絶体絶命でんぢゃらすじーさん（2003年 - 2005年、孫） - 3シリーズ
- AVENGER（ピーター、ミスト）

2004年
- ロックマンエグゼ シリーズ（2004年 - 2005年、コウスケ、メリー） - 2シリーズ
- アガサ・クリスティーの名探偵ポワロとマープル（メイド、ウェイトレス）
- 爆裂天使（母親）
- 今日からマ王!（2004年 - 2005年、シュトッフェル〈子供時代〉、コンラッド〈子供時代〉） - 2シリーズ
- ゾイドフューザーズ（2004年 - 2005年、マット、チャオ）
- MAJOR（2004年 - 2006年、女、ウグイス嬢、主婦、長谷川、高屋 他） - 2シリーズ

2005年
- 好きなものは好きだからしょうがない!!（子供）
- おでんくん（ロールキャベツくん、少女）
- ゾイドジェネシス（2005年 - 2006年、ファージ・ファミロン）
- ああっ女神さまっ（女性、店員）
- ツバサ・クロニクル（2005年 - 2006年、密偵衆、鷹村蘇芳） - 2シリーズ
- 英國戀物語エマ（ハウスメイド）
- ガラスの仮面（2005年版）（二ノ宮恵子）
- 地獄少女（2005年 - 2006年、社員、栗山真実） - 2シリーズ
- ガンパレード・オーケストラ（金城美姫）
- かりん（女生徒C）

2006年
- NARUTO -ナルト-（2006年 - 2013年、ホクト、ノノウ） - 2シリーズ
- 学園ヘヴン BOY'S LOVE HYPER!（チビ和希）
- 味楽る!ミミカ（不津倉ママ、七つ子、七つ子ママ、王子華子）
- ぜんまいざむらい（おかみさん、押入れわらし、豆丸母 他）
- きらりん☆レボリューション（ティナ・ガーランド、マダムねこヒゲ、薄井絹子、ロココ・マリ枝 他）
- 少女チャングムの夢（ミン女官）
- 西の善き魔女 Astraea Testament（ヴィンセント）
- 銀魂（2006年 - 2011年、ママ、十徳の娘、女性係員、松） - 2シリーズ
- うたわれるもの（弟）
- イノセント・ヴィーナス（晶）
- となグラ!（ニーナのママ）
- 恋する天使アンジェリーク〜心のめざめる時〜（女）
- MÄR-メルヘヴン-（キメラの母、子供）
- ハチミツとクローバーII（娘）
- 金色のコルダ〜primo passo〜（2006年 - 2007年、王崎〈子供時代〉、土浦〈子供時代〉）
- パンプキン・シザーズ（2006年 - 2007年、母親、貴婦人）

2007年
- ひとひら（綾瀬幸枝、担任）
- 爆丸バトルブローラーズ（2007年 - 2011年、空操美代子、ハーピー、少年、生徒A、マシンヴォイス 他） - 3シリーズ
- ぼくらの（チズ母）
- エル・カザド（過激派代表）
- D.Gray-man（2007年 - 2008年、アクマ、レニー・エプスタイン、通信）
- おおきく振りかぶって（2007年 - 2010年、沖久美子） - 2シリーズ
- 機動戦士ガンダム00（2007年 - 2009年、マリナ・イスマイール、キャスター） - 2シリーズ
- ハヤテのごとく!（2007年 - 2009年、女性、秋、愛沢朝斗） - 2シリーズ

2008年
- デュエル・マスターズ シリーズ（2008年 - 2016年、キサナドゥ、デュエリスト2、ニュース、孫） - 3シリーズ
- デルトラクエスト（ピートの母）
- ポケットモンスター ダイヤモンド&パール（モニカ）
- 絶対可憐チルドレン（節代、女教師）
- 湾岸ミッドナイト（大田陽子）

2009年
- スキップ・ビート!（麻生春樹）
- 極上!!めちゃモテ委員長（家庭科教師、西崎桃子）
- にゃんこい!（メス野良猫）

2010年
- はなまる幼稚園（西風先生）
- SDガンダム三国伝 Brave Battle Warriors（貂蝉キュベレイ）
- Angel Beats!（音無の祖母）
- バクマン。（エイジの母）

2011年
- 花咲くいろは（川尻崇子）
- NO.6（式典放送）
- 機動戦士ガンダムAGE（2011年 - 2012年、マリナ・アスノ、ロミ・イゼルカント）
- Fate/Zero（2011年 - 2012年、久宇舞弥） - 2シリーズ
- たまゆら〜hitotose〜（老婦人）
- UN-GO（矢島タカ子）

2012年
- ブラック★ロックシューター（教師）
- リボンちゃん（シトロン）
- 夏色キセキ（凛子の母 ）
- ヨルムンガンド（ミルド） - 2シリーズ
- 戦国コレクション（独眼竜姫・伊達政宗）
- AKB0048（ともちん母）
- あらしのよるに 〜ひみつのともだち〜（ウサギ1）
- アドリブアニメ研究所（たこ姉、タコ助）

2013年
- GJ部（2013年 - 2014年、森さん） - 2シリーズ
- 宇宙兄弟（アマンティ・パテル、少年カズヤ）
- 翠星のガルガンティア（ラケージ）
- アイカツ!（2013年 - 2014年、柊リサ）
- HUNTER×HUNTER（日テレ版）（李博士、女性アナウンサー）

2014年
- ウィザード・バリスターズ 弁魔士セシル（蝶野アゲハ）
- 魔法戦争（兵頭七海）
- 弱虫ペダル（同級生）
- ジョジョの奇妙な冒険 スターダストクルセイダース（医務室の先生）
- 残響のテロル（リサの母親）

2015年
- 団地ともお（ナオトの母）
- 夜ノヤッターマン（アナウンサー）
- まじっく快斗1412（ルビィ・ジョーンズ）
- おまかせ!みらくるキャット団（ショコラ、白田悦子）
- 血界戦線（愛人）
- Charlotte（友利の母）
- 櫻子さんの足下には死体が埋まっている（藤岡美幸、藤岡希美）
- 俺がお嬢様学校に「庶民サンプル」としてゲッツされた件（有栖川鳳子）
- 金田一少年の事件簿R（雪峯美砂）

2016年
- ハルチカ 〜ハルタとチカは青春する〜（成島の母）
- マギ シンドバッドの冒険（ヒナ想い人、ルルム）
- 斉木楠雄のΨ難（海藤の母）
- 名探偵コナン（水口有紗）

2017年
- デジモンユニバース アプリモンスターズ（ビューティモン）
- 笑ゥせぇるすまんNEW（物餅富美恵）
- Re:CREATORS（菊地原亜希）
- 魔法陣グルグル（レナ）
- 異世界食堂（2017年 - 2021年、召使い、エレノアール） - 2シリーズ
- トミカハイパーレスキュー ドライブヘッド 機動救急警察（丸山所長）
- 妖怪アパートの幽雅な日常（シレネー）
- シルバニアファミリー ミニストーリー（2017年 - 2020年、ナレーション、みるくウサギのお母さん、くるみリスの赤ちゃん、アンブローズくん、ケイトさん、フェリシアさん 他） - 4シリーズ
- キラキラ☆プリキュアアラモード（ソレーヌ）

2018年
- こねこのチー ポンポンらー大旅行（お姉ちゃん猫）
- Back Street Girls -ゴクドルズ-（村上裕子）
- 天狼 Sirius the Jaeger（サチ）
- ドラえもん（テレビ朝日版第2期）（ママ）
- ゴールデンカムイ（江渡貝の母）

2019年
- RobiHachi（旅女子）
- ゲゲゲの鬼太郎（第6作）（辰川翔子）
- 女子高生の無駄づかい（ヤマイの母）

2020年
- ゾイドワイルド ZERO（アナウンサー、ニュースキャスター）
- ARP Backstage Pass（玲音の母）
- ランウェイで笑って（日高美和子）
- 22/7（あかねの母）
- BanG Dream! 3rd Season（珠手美羽）
- アルテ（ルザンナ）
- 社長、バトルの時間です!（クイーン）
- GREAT PRETENDER（枝村美紀）

2021年
- 不滅のあなたへ（マーチ母）
- ブルーピリオド（高橋厚子）
- 大正オトメ御伽話（夕月の母）
- 遊☆戯☆王SEVENS（2021年 - 2022年、遊我の母）

2022年
- 王様ランキング（ミランジョ母）
- てっぺんっ!!!!!!!!!!!!!!!（かなのおかん）
- 聖剣伝説 Legend of Mana -The Teardrop Crystal-（マナの女神）
- 機動戦士ガンダム 水星の魔女（2022年 - 2023年、ベルメリア・ウィンストン） - 2シリーズ
- BLEACH 千年血戦篇（2022年 - 2023年、曳舟桐生） - 2シリーズ
- デリシャスパーティ♡プリキュア（2022年 - 2023年、和実あきほ〈2代目〉）

2023年
- クレヨンしんちゃん（外国人女性）
- 魔術士オーフェンはぐれ旅 アーバンラマ編（ライアンの母）
- 贄姫と獣の王（母）
- マイホームヒーロー（恭一の母）
- 女神のカフェテラス（桜花の母）
- デッドマウント・デスプレイ（ばあや）
- オーバーテイク!（雪平冴子）

2024年
- 異世界でもふもふなでなでするためにがんばってます。（セルリア）
- 薬屋のひとりごと（母親）

2025年
- 不遇職【鑑定士】が実は最強だった（ホーネット）
- アークナイツ【焔燼曙明/RISE FROM EMBER】（イネス）

### 劇場アニメ
2004年
- 劇場版 とっとこハム太郎 はむはむぱらだいちゅ! ハム太郎とふしぎのオニの絵本塔（女学生B）

2005年
- ロックマンエグゼ 光と闇の遺産（孫）

2006年
- トップをねらえ! & トップをねらえ2! 合体劇場版!!（クラスメイト）

2008年
- 劇場版MAJOR メジャー 友情の一球（長谷川）

2010年
- 宇宙ショーへようこそ（原田京子）
- 劇場版 機動戦士ガンダム00 -A wakening of the Trailblazer-（マリナ・イスマイール）

2013年
- 劇場版 花咲くいろは HOME SWEET HOME（川尻崇子）

### OVA
2008年
- 瀬戸の花嫁OVA（サーたん）

2009年
- 異世界の聖機師物語（メザイア・フラン、女生徒）

2012年
- でんぢゃらすじーさん邪（孫）
- BALDR FORCE EXE RESOLUTION（オペレーター）

2014年
- 翠星のガルガンティア 〜めぐる航路、遥か〜（ラケージ）※劇場先行上映
- ふたりエッチ（小野田優良）
- マギ シンドバッドの冒険（ヒナ想い人）※単行本第5巻OVA付き特別版

2015年
- 機動戦士ガンダム THE ORIGIN（2015年 - 2017年、アストライア・トア・ダイクン） - 2019年に再編集作品『THE ORIGIN 前夜 赤い彗星』テレビ放送

### Webアニメ
- 斉木楠雄のΨ難 Ψ始動編（2019年、海藤の母）
- 日本沈没2020（2020年、顧問、風間美希）
- 青い羽みつけた!（2021年、ママ[111]）
- でんぢゃらすじーさん（2021年 - 2022年、孫[112]）
- タコピーの原罪（2025年、まりなの母[113][24]）

### ゲーム
2000年
- フラン（レアル、エスクード）

2004年
- Quest of D

2005年
- THE 地球防衛軍2
- 北斗の拳（バット）

2006年
- ガンパレード・オーケストラ（金城美姫）
- 絶体絶命でんぢゃらすじーさんDS〜でんぢゃらすセンセーション〜（孫）
- 戦国キャノン
- メルヘヴン カルデアの悪魔（ダフィー）

2007年
- 銀魂 万事屋ちゅ〜ぶ ツッコマブル動画（蚊の天人、十徳の娘、カラクリ家政婦A、宇宙船アナウンス）
- 今日からマ王! 眞マ国の休日（ウェラー卿コンラート〈少年時代〉）

2009年
- スキップ・ビート!（麻生春樹）
- NARUTO -ナルト- 疾風伝 ナルティメットアクセル3（月乃）
- League_of_Legends（ケイル）

2010年
- カエル畑DEつかまえて☆彡（兼子佐希子）
- カエル畑DEつかまえて ポータブル（兼子佐希子）
- カエル畑DEつかまえて・夏 千木良参戦!（兼子佐希子）
- Le Ciel Bleu 〜ル・シエル・ブルー〜（預言者レビニア）

2011年
- カエル畑DEつかまえて・夏 千木良参戦! ぽーたぶる（兼子佐希子）

2012年
- SDガンダム GGENERATION（2012年 - 2025年、マリナ・イスマイール、マイキャラクターボイス女性〈OVER WORLD・GENESIS・CROSSRAYS〉） - 5作品
- でんぢゃらすじーさんと1000人のお友だち邪（孫）
- とびたて!超時空トラぶる花札大作戦（久宇舞弥）

2013年
- スーパーロボット大戦UX（貂蝉キュベレイ）
- ブレイブリーデフォルト フォーザ・シークウェル（マグノリア・アーチ） ※本編に収録されている次回作の告知ムービーにのみ登場

2014年
- 幕末Rock（乙女）

2015年
- クイズRPG 魔法使いと黒猫のウィズ（ニレイヌ）
- The Order:1886（ラクシュミ）
- 第3次スーパーロボット大戦Z 天獄篇（ラケージ）
- ブレイブリーセカンド（マグノリア・アーチ）

2016年
- アイカツ! フォトonステージ!!（柊リサ）
- 蒼き雷霆 ガンヴォルト爪（ノワ）
- Shadowverse（ムーンアルミラージ、風神、クイーンヴァンパイア、天覇風神・フェイラン）
- SOUL REVERSE ZERO（ヘレネ、ケリドウィン、北条政子、ネーヴェ）
- League of Legends（ケイル）

2017年
- 地球防衛軍5（謎の科学者）

2018年
- デトロイト ビカム ヒューマン（ノース）
- Marvel's SPIDER-MAN（ユリ・ワタナベ）

2019年
- スーパーロボット大戦DD（2019年 - 2024年、マリナ・イスマイール）
- ASTRAL CHAIN（アリシア・ロペス）
- デモンエクスマキナ（ガンス・エンプレス）
- ドラゴンクエストXI 過ぎ去りし時を求めて S（ニマ大師）
- グランブルーファンタジー（2019年 - 2023年、エルバハ〈2代目〉、フェディエル〈竜〉）
- ドラゴンクエストライバルズ（ニマ大師）

2020年
- ラストオリジン（セルジューク、Miss Safety）
- ブリガンダイン ルーナジア戦記（デラ）

2022年
- ベイラーレジェンド: Idle RPG（カテリーナ）
- SDガンダム バトルアライアンス（マリナ・イスマイール）

2023年
- アークナイツ（イネス）
- ファイアーエムブレム ヒーローズ（2023年 - 2024年、ギンヌンガガプ、クロム〈幼少〉）

2024年
- 無期迷途（杜若）
- 聖剣伝説 VISIONS of MANA（ヴァディス）
- ドラゴンクエストIII そして伝説へ…（HD-2D版）（ヒミコ 他）
- アズールレーン（フリッツ・ルメイ）

2025年
- プロジェクトセカイ カラフルステージ! feat. 初音ミク（冬弥の母）
- 龍の国 ルーンファクトリー（ツバメ）

### ドラマCD
- Serengeti 第1巻（常陰董子[135]）
- 永遠の七月 白川ゆかり
- 長屋王残照記（阿閇皇太妃）
- 蒼き雷霆ガンヴォルト爪　機械仕掛けの儚夢（ノワ）

### 吹き替え

#### 担当女優
カトリーナ・バルフ
- アマチュア（インクワライン）
- アウトランダー（クレア・ビーチャム・ランダル）
- フォードvsフェラーリ（モリー・マイルズ）
- ベルファスト（マー）
- マネーモンスター（ダイアン・レスター）

ジェンマ・チャン
- エターナルズ（セルシ）
- ザ・クリエイター/創造者（マヤ）
- ドント・ウォーリー・ダーリン（シェリー）

#### 映画（吹き替え）
- アイランド
- アイ,ロボット ※フジテレビ版
- 悪人に平穏なし（チャコン〈エレーナ・ミケル〉[143]）
- アデライン、100年目の恋（アデライン・ボウマン〈ブレイク・ライヴリー〉）
- アニー・イン・ザ・ターミナル（アニー〈マーゴット・ロビー〉）
- アマチュア（インクワライン[144]）
- アレックスとチュパ（ジュリア〈アドリアーナ・パス〉）
- ある天文学者の恋文（ヴィクトリア〈ショーナ・マクドナルド〉）
- アントマン&ワスプ（キャサリン〈リアン・スティール〉[145]）
- 遺体安置室〜死霊のめざめ〜（ティナ）
- 1941（ドナ・ストラットン〈ナンシー・アレン〉）※ソフト版
- IT/イット “それ”が見えたら、終わり。（エディの母〈モリー・アトキンソン〉[146]）
  - IT/イット THE END “それ”が見えたら、終わり。[147]
- イップ・マンシリーズ（ウィンシン〈リン・ホン〉）
  - イップ・マン 序章
  - イップ・マン 葉問
  - イップ・マン 継承
- インセプション（ブロンドの女〈タルラ・ライリー〉）※テレビ朝日版
- ヴェノム:ザ・ラストダンス[148]
- エクスカリバーII 伝説の聖杯（イボンヌ）
- エターナル・サンシャイン
- エミリー・ローズ
- 風と共に去りぬ（キャリーン・オハラ〈アン・ラザフォード〉）※PDDVD版
- 監獄島
- 完全なる報復（サラ・ローウェル〈レスリー・ビブ〉）
- 記憶探偵と鍵のかかった少女（ジュディス〈インディラ・ヴァルマ〉）
- 菊花の香り〜世界でいちばん愛されたひと〜（DJ）
- きみに読む物語
- 救命艇（アリス〈メアリー・アンダーソン〉）※DVD版
- 凶悪海域/シャーク・スウォーム（キム・ワイルダー）
- クライモリ デッド・エンド
- KRISTY クリスティ（ジャスティン〈ヘイリー・ベネット〉）
- クリミナル 2人の記憶を持つ男（ジル・ポープ〈ガル・ガドット〉）
- クルエラ（キャサリン〈エミリー・ビーチャム〉[149]）
- くるみ割り人形と秘密の王国（マリー〈アンナ・マデリー〉[150]）
- コーラス（ボニファス）
- コズモポリス（エリーズ・シフリン〈サラ・ガドン〉）
- 最後の恋のはじめ方
- ザ・ホワイトタイガー（ピンキー〈プリヤンカー・チョープラー〉）
- ザ・ロード（母〈シャーリーズ・セロン〉）
- シティ・オブ・タイニー・ライツ（メロディ〈クシュ・ジャンボ〉）
- シティーハンター THE MOVIE 史上最香のミッション（ドミニク・ルテリエ〈本人〉[151]）
- ジャージー・ボーイズ（ロレイン）
- 呪怨 パンデミック（オーブリー・デイヴィス〈アンバー・タンブリン〉）※DVD版
- 呪呪呪/死者をあやつるもの（イム・ジニ〈オム・ジウォン〉
- シルバーホーク
- 真実（ゾエ[152]）
- スー・チーのSEX&禅（妻）
- スキップ・トレース（サマンサ〈ファン・ビンビン〉[153]）
- スコーピオン・キング ※日本テレビ版
- スターシップ・トゥルーパーズ2（サンディ）
- スティック・イット!（ミーナ）
- ゾディアック
- ダーク・プレイス（アンネリーゼ）
- タイタンの戦い（ダナエー）※劇場公開版
- 血のエイプリルフール（デジレ・カルティエ）
- 沈黙の奪還（アマンダ〈スカイ・ベネット〉）
- テレフォン（バーバラ〈リー・レミック〉）※追加収録版
- トゥモローランド（歴史の教師[154]）
- ドルフ・ラングレン IN ディテンション（グロリア・ウェイロン）
- ナイロビの蜂（グロリア・ウッドロウ〈ジュリエット・オーブリー〉）
- ニューヨークの恋人 ※日本テレビ版
- ネバーランド
- ノック・ノック（ベル〈アナ・デ・アルマス〉）
- バービー（判事バービー〈アナ・クルーズ・ケイン〉[155]）
- ハービー/機械じかけのキューピッド
- パイレーツ・アイランド 黄金島の秘宝（カルメン）
- ハウス・オブ・ザ・デッド2（サラ）
- 爆発感染 レベル5（ケイラ・マーティン博士〈ティファニー・ティーセン〉）
- ハッカビーズ（ダーリーン、クリケット）
- ハムナプトラ3 呪われた皇帝の秘宝 ※フジテレビ版
- パラサイト 半地下の家族（ヨンギョ〈チョ・ヨジョン〉[156]）※日本テレビ版
- 遥か群衆を離れて(2015年)（バスシーバ・エヴァディーン〈キャリー・マリガン〉）
- ヒットマンズ・レクイエム（クロエ〈クレマンス・ポエジー〉）
- ファンタスティック・フォー:銀河の危機（フランキー・レイ大尉〈ボー・ギャレット〉）
- フィースト2/怪物復活（シークレット〈ハンナ・パットナム〉）
- フィースト3/最終決戦（シークレット〈ハンナ・パットナム〉）
- ブギーマン（少年時代のティム）
- ブラザーズ・グリム（ヘンゼル）
- ブレードランナー 2049（アナ・ステリン博士〈カーラ・ジュリ〉[157]）
- フレンチ・コネクション 史上最強の麻薬戦争（ジャクリーン〈セリーヌ・サレット〉）
- ブロークバック・マウンテン（19歳のアルマJr〈ケイト・マーラ〉）
- 僕らのバレエ教室（スンオン）
- ホステージ（アマンダ・タリー〈ルーマー・ウィリス〉）※DVD版
- 魔女がいっぱい（ジェンキンス夫人〈モルガーナ・ロビンソン〉[158]）
- マダム・フローレンス! 夢見るふたり（キャサリン〈レベッカ・ファーガソン〉）
- マン・ダウン 戦士の約束（ナタリー・ドラマー〈ケイト・マーラ〉）
- 落下の王国（エヴリン〈ジャスティン・ワデル〉）
- ラビット・ホール（イジー）
- リコシェ/炎の銃弾 ※DVD版
- リトル・ランナー（クレア・コリンズ）
- 緑園の天使（エドウィナ・ブラウン）
- ワイルドシングス4（レイチェル・トーマス〈マーネット・パターソン〉）
- ワイルド・スピード（モニカ）※テレビ朝日版

#### ドラマ
- イタズラなKiss〜惡作劇之吻〜（ペイ・ツーユー〈松本裕子〉〈ティファニー・シュー〉）
- イタズラなKiss〜惡作劇2吻〜（ペイ・ツーユー〈松本裕子〉〈ティファニー・シュー〉）
- ウェディング（スジ）
- “英雄”〜ベートーベンの革命（テレーゼ）
- NCIS 〜ネイビー犯罪捜査班（エレノア・レイ・ビショップ〈エミリー・ウィッカーシャム〉）
- LAX（番組レギュラー）
- カサンドラ(サミラ<ミナ・タンデル>)
- カンフーサッカー（アリス）
- 救命医ハンク3 セレブ診療ファイル（トビー・トンプソン〈マデリン・ジーマ〉）
- クイーンズ・ギャンビット（ヘレン・ディアドーフ〈クリスティアン・サイデル〉）
- コールドケース 迷宮事件簿
  - シーズン 1 #2（デイナ・ディーマー）
  - シーズン 6 #13（ジェーン・エヴァレット）
- サイエンス・シミュレーション 人類 火星に立つ（リン・アーウィン〈マーシャ・グレノン〉）
- ザ・ソプラノズ 哀愁のマフィア（アンビュジャム、デヴィン）
- ザ・フォロイング（オリヴィア・ウォーレン〈レネー・エリス・ゴールズベリー〉）
- ザ・プラクティス ボストン弁護士ファイル（ジェイミー・ストリンガー〈ジェシカ・キャプショー〉）
- CSI：ニューヨーク（ブルック、テッサ・ジェームス）
- CSI:マイアミ
- 射鵰英雄伝（程瑶迦〈てい・ようか〉、黄夫人）
- スキャンダル 託された秘密（アビー・ヴェラン〈ダービー・スタンチフィールド〉）
- TOUCH/タッチ（ラニー〈ミシェル・クルージ〉）
- デッド・ゾーン（アリスン、リンジー 他）
- 24 -TWENTY FOUR- シーズン5
- 花様少年少女（ジュリア）
- 百年の花嫁（チャン・イギョン / ナ・ドゥリム〈ヤン・ジンソン〉[159]）
- フェイク・フィアンセ（コートニー〈ニコール・トゥビオラ〉）
- プライベート・プラクティス（キミー、ロレイン）
- ブラザーズ&シスターズ
- プラハの恋人（カン・ヘジュ〈ユン・セア〉）
- ブルーブラッド 〜NYPD家族の絆〜 #10（ベニータ）
- マターナル 〜母なる医師たち〜（ヘレン〈リサ・マクグリリス〉[160]）
- 名探偵モンク4 #3
- リッチー・リッチ シーズン2
- 流星剣侠伝 大人物（楚楚=公子楚、公子翌）
- 流星花園（エルサ）
- 恋愛時代（ユ・ジホ）
- ROME［ローマ］（ヴォレナ〈姉〉）
- ロボコップ プライム・ディレクティヴ
- 私の残念な彼氏（ユ・ジナ〈ヤン・ジンソン〉）

#### アニメ
- おさるのジョージ（セシリア）
- ガーゴイルズ（ベス・マーザ）
- こうしのコニーちゃん（コニー）
- ゲット エド!（フィズ、DJダイブ）
- 時光代理人 -LINK CLICK-（程小時の母）
- ジャングル大騒動 -南極からのSOS-
- せいぶのねこキャリー（トビー）
- ちいさなプリンセス ソフィア（ティジー）
- ティーン・タイタンズ（コール）
- ディノブレイカー（クローザン）
- ティンカー・ベルと月の石（リリア）
- ドラゴンズドグマ（エリザベス[161]）
- ノーノーのミニミニ大冒険（グレタ[162]）
- Hi Hi Puffy AmiYumi
- バットマン:ブレイブ&ボールド（タリア）
- ブーンドックス
- ブルー 初めての空へ（ジュエル〉）
- ブルー2 トロピカル・アドベンチャー（ジュエル）
- ミュータント タートルズ（キュアリー、シドニー）
- ライアンを探せ!
- リメンバー・ミー（ルイサ・リヴェラ[163]）
- ウィッシュ（サキーナ[164]）
- Ultraman: Rising（ミナ[165]）

### 特撮
- 宇宙戦隊キュウレンジャー（2017年、エキドナの声[166]）

### テレビドラマ
- 連続テレビ小説（NHK総合）
  - マッサン（2014年 - 2015年） - 亀山エリー〈シャーロット・ケイト・フォックス〉の日本語吹き替え[注 1]
  - エール（2020年11月16日） - 氏家真知子 役[167]
- デスノート（2015年、日本テレビ ） - レム の声

### 映画
- オー・マイ・ゼット!（2016年、クロックワークス） - 女ゾンビ / 110番の声

### 朗読
- ふぁんた時間 シリーズ
  - あめだま
  - 長靴をはいたねこ
  - 灰だらけ姫 シンデレラ
  - こぞうさんのおきょう
- タンバリンプロデューサーズ
  - 「怪し会 〜4肆〜 怪談朗読を肴に旨い日本酒を舐める会」（2011年9月4日、密蔵院）
  - 「怪し会〜伍〜」（2012年8月25日・26日、もっとい不動 密蔵院）
- 茶風林堂
  - 「怪し会〜拾〜」（2018年3月28日 - 4月2日、もっとい不動 密蔵院）[168]

### 音声ガイド
- 特別展マンモスYUKA（2013年7月13日 - 9月16日、パシフィコ横浜） - 音声ガイド
- 特別展『うさぎスマッシュ展 世界に触れる方法（デザイン）』（2013年10月3日 - 2014年1月19日、東京都現代美術館） - ナレーター
- 特別展『種田陽平による三谷幸喜映画の世界観展』（2013年10月12日 - 11月15日、上野の森美術館） - 作品解説
- 特別展『ヴァロットン展』（2014年6月14日 - 9月23日、三菱一号館美術館） - 解説ナレーター
- 特別展『台北 国立故宮博物院－神品至宝－』（2014年6月24日 - 9月15日、東京国立博物館 / 2014年10月7日 - 11月30日、九州国立博物館） - ガイド音声ナレーション
- 特別展『SPACE EXPO 宇宙博 2014』（2014年7月19日 - 9月23日、幕張メッセ） - 作品解説
- 特別展『菱田春草展』（2014年9月23日 - 11月3日、東京国立近代美術館） - 解説ナレーション
- 特別展『ボッティチェリとルネサンス フィレンツェの富と美』（2015年3月21日 - 6月28日、Bunkamuraザ・ミュージアム） - 解説ナレーター
- 特別展『マグリット展』（2015年3月25日 - 6月29日、国立新美術館 / 2015年7月11日 - 10月12日、京都市美術館） - 解説ナレーター
- 特別展『ダブル・インパクト 明治ニッポンの美』（2015年4月4日 - 5月17日、東京芸術大学大学美術館 / 2015年6月6日 - 8月30日） - 西洋代表ベティさん 役
- 特別展『桃山時代の狩野派　永徳の後継者たち』（2015年4月7日 - 5月17日、京都国立博物館） - 作品解説
- 特別展『メガ恐竜展2015 -巨大化の謎にせまる-』（2015年7月18日 - 8月30日、幕張メッセ） - ジュニア版音声ガイド
- 特別展『マルモッタン・モネ美術館所蔵 モネ展「印象、日の出」から「睡蓮」まで』（2015年9月19日 - 12月13日、東京都美術館 / 2016年3月1日 - 5月8日、京都市美術館） - 解説ナレーション
- 特別展『黄金伝説展　古代地中海世界の秘宝』（2015年10月16日 - 2016年1月11日、国立西洋美術館 / 2016年1月22日 - 3月6日、宮城県美術館 / 2016年4月1日 - 5月29日、愛知県美術館） - 解説ナレーター
- 特別展『はじまり、美の饗宴展 すばらしき大原美術館コレクション』（2016年1月20日 - 4月4日、国立新美術館） - 作品解説
- 特別展『恐竜博2016』（2016年3月8日 - 6月12日、国立科学博物館） - 解説
- 特別展『六本木クロッシング2016展 僕の身体、あなたの声』（2016年3月26日 - 7月10日、森美術館） - 日本語ナレーション
- 『大エルミタージュ美術館展』（2017年3月18日 - 6月18日、森アーツセンターギャラリー / 2017年7月1日 - 9月18日、愛知県美術館 / 2017年10月3日 - 2018年1月14日、兵庫県立美術館） - チェブラーシカ・ガイド（謎の女性役）[169]
- 特別展『ボストン美術館 パリジェンヌ展 時代を映す女性たち』（2017年6月10日 - 10月25日、名古屋ボストン美術館） - ナレーション
- 特別展『日本の素朴絵 ―ゆるい、かわいい、たのしい美術―』（2019年7月6日 - 9月1日、三井記念美術館） - ナレーション
- 特別展『コートールド美術館展　魅惑の印象派』（2019年9月10日 - 12月15日、東京都美術館 / 2020年1月3日 - 3月15日、愛知県美術館 / 3月28日 - 6月21日、神戸市立博物館） - 解説ナレーター
- 山梨宝石博物館 - 音声ガイド
- 海遊館 - ナレーター
- 大阪ステーションシティ - ナレーター

### 舞台
- タンバリンプロデューサーズ公演「舞台 新耳袋3〜喫茶店奏鳴曲(カフェ・ソナタ)〜」（2014年4月2日 - 6日、中野ザ・ポケット）

### DVD
- ガンダム00 Festival 2009-2010 “A trailer for the trailblazer”

### パチスロ
- うる星やつら2（2009年、サクラ、面堂了子）
- ココナナ（2011年、水天宮紫子、小夜鳴りりな）
- ハーレムエース2（2011年、ザクロ）
- シンデレラブレイド（2012年、リリス）
- うる星やつら3（2013年、サクラ、サクラ童心）

### オーディオブック
- 虐殺器官（2018年、ルツィア・シュクロウプ）
- ウズタマ（2020年、真結）
- 家族写真（2021年）

### ナレーション
- なるほど!ホームドクター（2012年7月8日 - 12月30日、BS-TBS） - ナレーション
- ふしぎエンドレス（2018年 - 、NHK Eテレ） - ナレーション（3年生版、5年生版）

### その他コンテンツ
- あの歌がきこえる
- Sound Drama Fate/Zero -ラジオマテリアル-（アニメイトTV：2009年1月29日 - 2009年12月17日） - ラジオ
- ビットワールド 色々なキャラクターの声[注 2]（2007年 - ）
- Fate/Zero（久宇舞弥） - ドラマCD
- 日立 世界・ふしぎ発見!（ボイスオーバー）
- PRODUCE UNIT JOE Company vol.7『ろうろう』（2009年10月28日 - 11月2日、本多劇場)
- ニュース早わかり!（西園寺薫子）2010年10月31日終了
- 怪し会〜参（2010年8月、了法寺）[170]
- おはコロポップ（2013年4月6日 - 2014年3月29日、テレビ東京） - 孫（絶体絶命でんぢゃらすじーさん）の声
- 小学館 うごくまんがデジコロ「でんぢゃらすじーさん邪」（孫）

## ディスコグラフィ

### キャラクターソング
| 発売日   | 商品名                                                                     | 歌 | 楽曲                           | 備考                                            |
| 2009年   | 2009年                                                                     | 2009年 | 2009年                         | 2009年                                          |
| -------- | -------------------------------------------------------------------------- | --- | ------------------------------ | ----------------------------------------------- |
| 2月25日  | TOMORROW                                                                   | マリナ・イスマイール（恒松あゆみ）と子ども達                                                               | 「TOMORROW」                   | テレビアニメ『機動戦士ガンダム00』挿入歌        |
| 2011年   |                                                                            | |                                |                                                 |
| 1月11日  | ハーレムエース2 BIG BONUS MUSIC                                            | ザクロ（恒松あゆみ）                                                                                       | 「風のむこうへ」               | パチスロ『ハーレムエース2』使用曲               |
| 2012年   |                                                                            | |                                |                                                 |
| 6月27日  | 戦国コレクション キャラクターソングコレクション Vol.2                      | 独眼竜姫・伊達政宗（恒松あゆみ）                                                                           | 「華一彩〜はなひといろ〜」     | テレビアニメ『戦国コレクション』挿入歌          |
| 7月24日  | シンデレラブレイド Big Bonus Music                                         | ネモフィラ（米澤円）、アテナ（赤﨑千夏）、レイラ（後藤沙緒里）、マリア（大久保瑠美）、リリス（恒松あゆみ） | 「シンデレラ・ガール」         | パチスロ『シンデレラブレイド』テーマソング      |
| 7月24日  | シンデレラブレイド Big Bonus Music                                         | リリス（恒松あゆみ）                                                                                       | 「火焔 -homura-」              | パチスロ『シンデレラブレイド』使用曲            |
| 11月28日 | 20112012                                                                   | ヒャダインとじーさん（中村大樹）と孫（恒松あゆみ）                                                         | 「でんぢゃらすじーさん愛の歌」 | OVA『でんぢゃらすじーさん邪』オープニングテーマ |
| 2014年   |                                                                            | |                                |                                                 |
| 5月14日  | グッジョぶの音楽“＠”アニメ「GJ部」キャラクター・ソング＆サウンドトラック集 | 森さん（恒松あゆみ）                                                                                       | 「雨に踊れば」                 | テレビアニメ『GJ部』関連曲                      |

### その他参加楽曲
| 発売日         | 商品名                                                     | 歌                             | 楽曲                                           | 備考                                  |
| -------------- | ---------------------------------------------------------- | ------------------------------ | ---------------------------------------------- | ------------------------------------- |
| 2014年7月29日  | OVA「ふたりエッチ」楽曲集                                  | The Zig Zags                   | 「花ひらり」                                   | OVA『ふたりエッチ』エンディングテーマ |
| 2014年7月29日  | OVA「ふたりエッチ」楽曲集                                  | The Zig Zags                   | 「Pure Heart」 「STEP!」 「オレンジ」 「約束」 | OVA『ふたりエッチ』関連曲             |
| 2016年11月23日 | コロムビアキッズ たっぷり!どっさり!こどものうた つめあわせ | 恒松あゆみ、竹内浩明、飯野和好 | 「ほっとけーきはすてき」                       |                                       |
| 2016年11月23日 | コロムビアキッズ たっぷり!どっさり!こどものうた つめあわせ | 恒松あゆみ、川野剛稔           | 「あしたてんきにな〜れ!」                      |                                       |
| 2016年11月23日 | コロムビアキッズ たっぷり!どっさり!こどものうた つめあわせ | 川野剛稔、恒松あゆみ           | 「ボロボロロケット」                           |                                       |
| 2016年11月23日 | コロムビアキッズ たっぷり!どっさり!こどものうた つめあわせ | 恒松あゆみ、竹内浩明           | 「でんきの子ビリー」                           |                                       |
| 2016年11月23日 | コロムビアキッズ たっぷり!どっさり!こどものうた つめあわせ | 恒松あゆみ                     | 「おおきなおなか」                             |                                       |

### 作詞
- STEP!（2014年）
- 約束（2014年）

### シリーズ一覧
1. ↑  第1期（2003年）、第2期『はむはむぱらだいちゅ!』（2004年）
2. ↑  第1期（2003年）、第2期『ごおるでん』（2003年 - 2004年）、第3期『わんだほう』（2004年）
3. ↑  第1期（2003年）、第2期（2004年 - 2005年）、第3期（2005年 - 2006年）
4. ↑  第2シリーズ『AXESS』（2004年）、第3シリーズ『Stream』（2005年）
5. ↑  第1期（2004年）、第2期（2005年）
6. ↑  第1シリーズ（2004年 - 2005年）、第2シリーズ（2006年）
7. ↑  第1期（2005年）、第2期（2006年）
8. ↑  第1期（2005年）、第2期『二籠』（2006年）
9. ↑  第1期（2006年）、第2期『疾風伝』（2013年）
10. ↑  第1期（2006年 - 2007年）、第2期『銀魂'』（2011年）
11. ↑  第1期（2007年）、第2期『ニューヴェストロイア』（2010年）、第3期『ガンダリアンインベーダーズ』（2011年）
12. ↑  第1期（2007年）、第2期『〜夏の大会編〜』（2010年）
13. ↑  ファーストシーズン（2007年 - 2008年）、セカンドシーズン（2008年 - 2009年）
14. ↑  第1作（2007年）、第2作『ハヤテのごとく!!』（2009年）
15. ↑  【デュエル・マスターズ（2002年版）】

『デュエル・マスターズ クロス』（2008年）、『デュエル・マスターズ クロスショック』（2010年）

【デュエル・マスターズ VS】

第3期『VSRF』（2016年）
16. ↑  第1期（2011年）、第2期（2012年）
17. ↑  第1期（2012年）、第2期『PERFECT ORDER』（2012年）
18. ↑  テレビシリーズ（2013年）、特別編『GJ部@』（2014年5月5日）
19. ↑  第1期（2017年）、第2期『2』（2021年）
20. ↑  Season1（2017年）、Season2『アイビー』（2018年）、Season3『クローバー』（2019年）、Season4『ピオニー』（2020年）
21. ↑  Season1（2022年）、Season2（2023年）
22. ↑  第1クール（2022年）、第2クール『-訣別譚-』（2023年）
23. ↑  『3D』（2011年）、『OVER WORLD』（2012年）、『GENESIS』（2016年）、『CROSSRAYS』（2019年）、『ETERNAL』（2025年）